# Barcelonská kuchyně

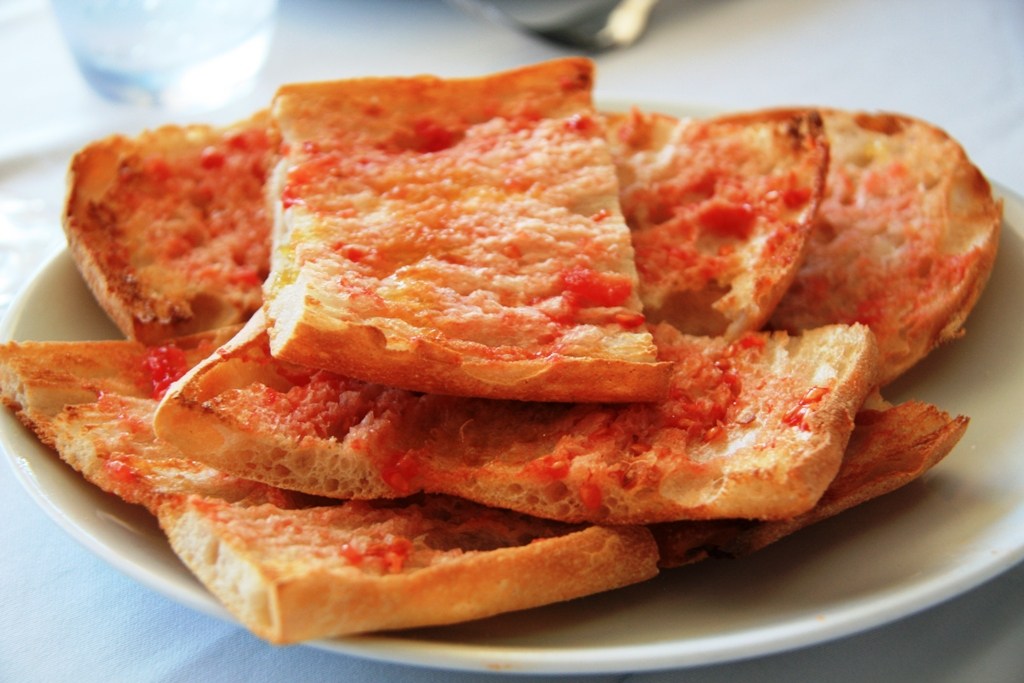
Pa amb tomàquet

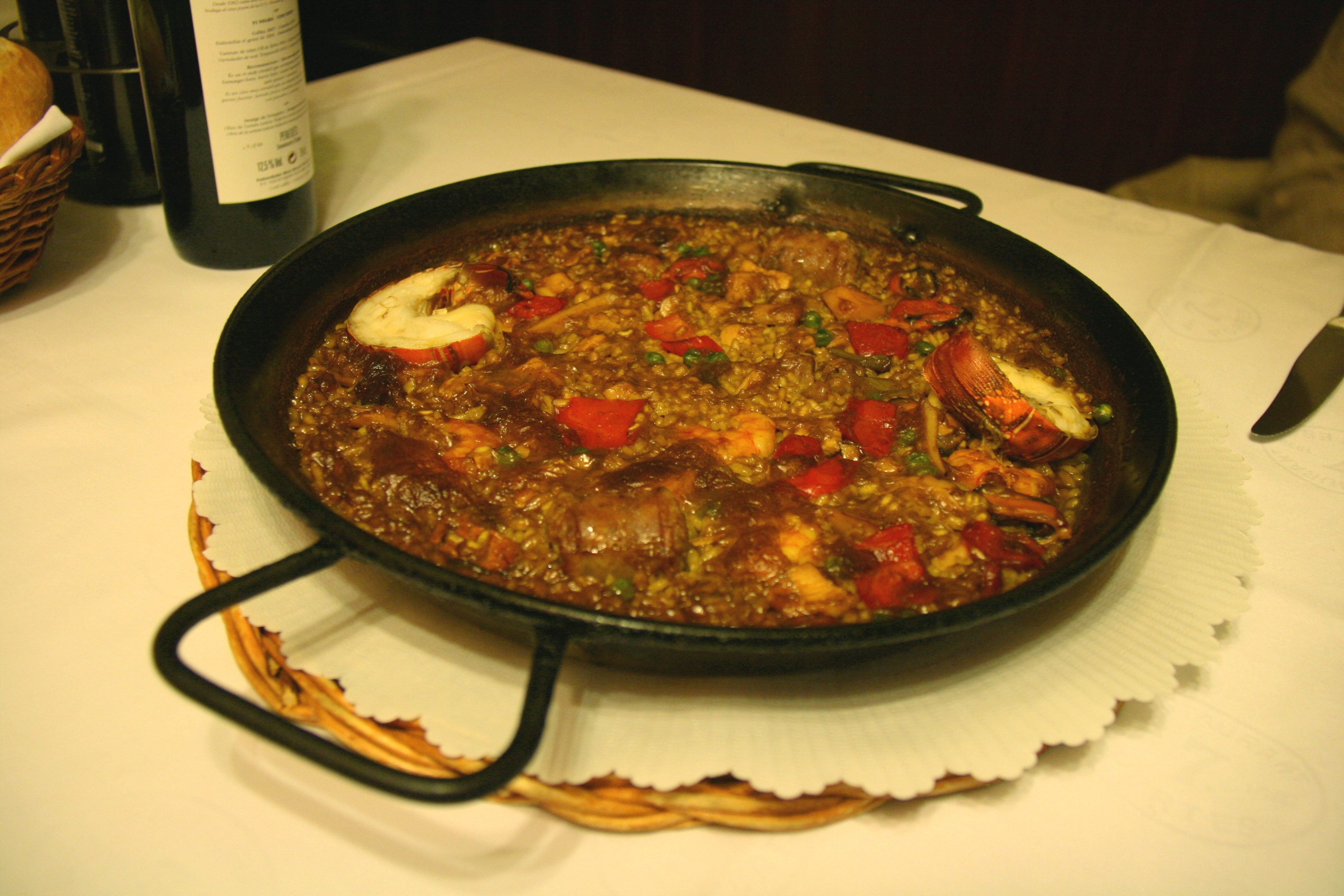
Arroz Parellada

Barcelonská kuchyně (katalánsky: Gastronomia del Barcelonès, španělsky: Gastronomía de Barcelona) je kuchyně typická pro katalánské hlavní město Barcelona a jeho okolí (provincie Barcelona). Barcelonská kuchyně vychází z tradiční katalánské kuchyně, od 20. století jsou ale v Barceloně běžné i restaurace podávající arabskou, čínskou nebo africkou kuchyni.

## Příklady barcelonských pokrmů
Mezi pokrmy tradičně podávané v Barceloně patří:
- Pa amb tomàquet, chleba potřený rajčatovou omáčkou
- Arroz Parellada, rýžový pokrm podobný paelle
- Xuixo, smažené sladké pečivo, plněné krémem a pocukrované
- Aioli, česneková pasta
- Coca, koláčky s různými polevami, někdy podávané s opečenou zeleninou, někdy jako dezert
- Esqueixada, salát z tresky a zeleniny
- Panellet, malá mandlová sladkost